# Ba rong ba chi
 (décembre 2015).
Si vous disposez d'ouvrages ou d'articles de référence ou si vous connaissez des sites web de qualité traitant du thème abordé ici, merci de compléter l'article en donnant les références utiles à sa vérifiabilité et en les liant à la section « Notes et références ».

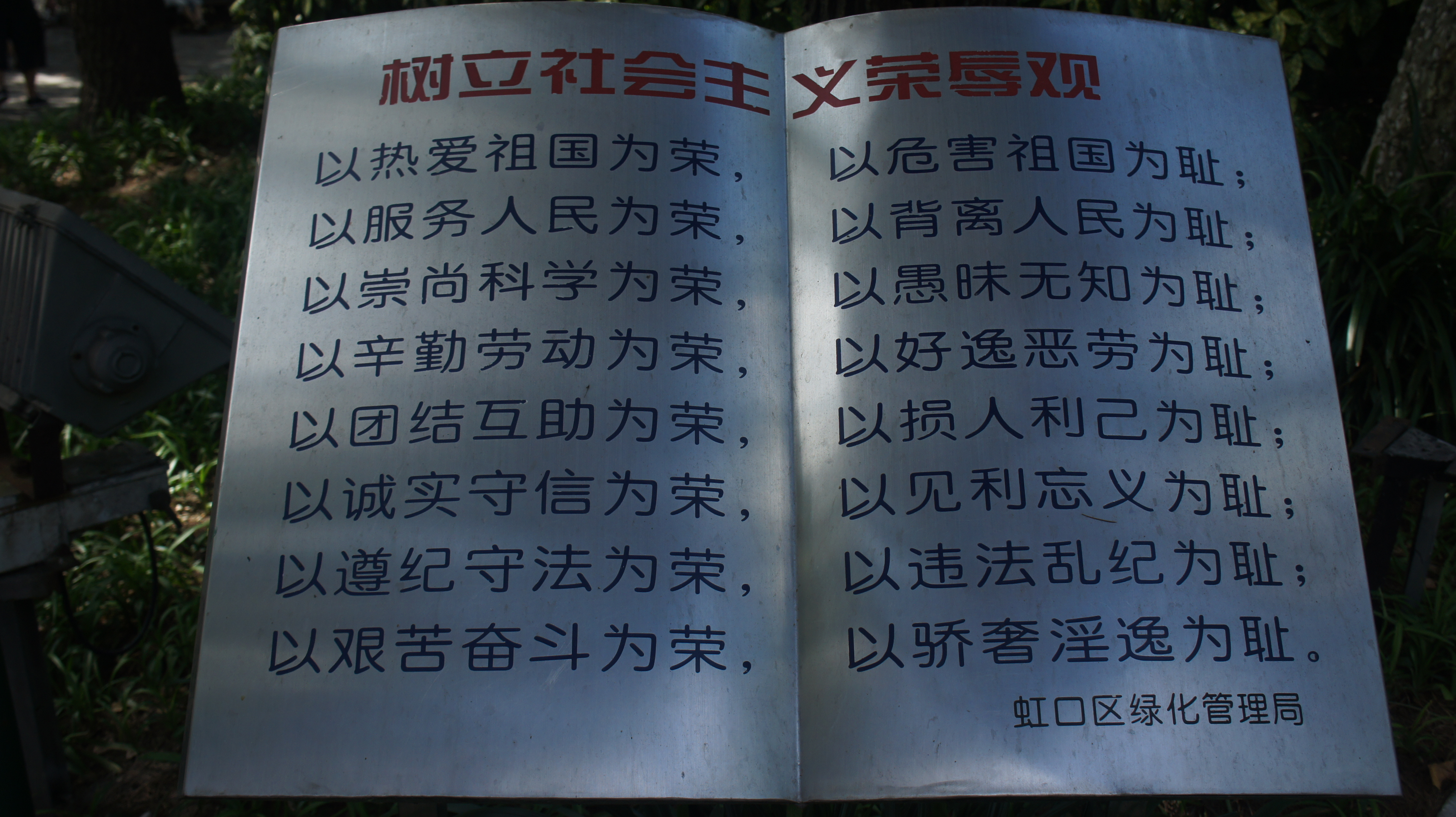
Les huit honneurs et huit hontes, non loin du parc Luxun à Shanghai.

Les Huit Honneurs et Huit Hontes (chinois simplifié : 八荣八耻 ; chinois traditionnel : 八榮八恥 ; pinyin : bā róng bā chĭ) également connu sous le nom des Huit honneurs et disgrâces, est un ensemble de concepts moraux développés par l'ancien secrétaire général du parti Communiste chinois Hu Jintao pour les citoyens de la République populaire de Chine. Il est également connu sous le nom de Huit vertus et hontes, ou du programme en huit étapes de Hu Jintao. Son nom officiel en Chine est Concepts socialistes sur les honneurs et les disgrâces (chinois simplifié : 社会主义荣辱观 ; chinois traditionnel : 社會主義榮辱觀 ; pinyin : shè huì zhŭ yì róng rŭ guān).
Le 4 mars 2006, Hu Jintao a publié cette liste en la qualifiant de "nouvel étalon moral pour mesurer le travail, la conduite et l'attitude des responsables du Parti communiste." Elle est promulguée comme le code moral pour tous les Chinois, en particulier les cadres du Parti communiste chinois.

## Traduction
| Version originale en chinois  | Traduction en anglais,                                           | Traduction en français |
| ----------------------------- | ---------------------------------------------------------------- | --- |
| 以热爱祖国为荣 以危害祖国为耻 | Love the country; do it no harm                                  | C'est un honneur d'aimer la patrie et un déshonneur de lui nuire                                                                  |
| 以服务人民为荣 以背离人民为耻 | Serve the people; never betray them                              | C'est un honneur de servir le peuple et un déshonneur de le trahir                                                                |
| 以崇尚科学为荣 以愚昧无知为耻 | Follow science; discard superstition                             | C'est un honneur de soutenir la science et un déshonneur d'être ignorant ou superstitieux                                         |
| 以辛勤劳动为荣 以好逸恶劳为耻 | Be diligent; not indolent                                        | C'est un honneur de travailler d'arrache-pieds et un déshonneur de s'installer dans la facilité et le confort                     |
| 以团结互助为荣 以损人利己为耻 | Be united, help each other; make no gains at other's expense     | C'est un honneur de s'unir et de s'entraider et un déshonneur de tirer profit de l'autre                                          |
| 以诚实守信为荣 以见利忘义为耻 | Be honest and trustworthy; do not sacrifice ethics for profit    | C'est un honneur d'être honnête et de mériter la confiance et un déshonneur de s'écarter de la morale dans la poursuite du profit |
| 以遵纪守法为荣 以违法乱纪为耻 | Be disciplined and law-abiding; not chaotic and lawless          | C'est un honneur d'être discipliné et respectueux de la loi et un déshonneur d'enfreindre la loi et la discipline                 |
| 以艰苦奋斗为荣 以骄奢淫逸为耻 | Live plainly, work hard; do not wallow in luxuries and pleasures | C'est un honneur de vivre pleinement en travaillant dur et un déshonneur de s'adonner au luxe et au plaisir.                      |